# Powiat de Bytów
Le powiat de Bytów (en polonais : Powiat bytowski, en cachoube Bëtowsczi kréz) est une subdivision administrative de la voïvodie de Poméranie, en Pologne. Son chef-lieu est la ville de Bytów.

## Géographie
Le powiat de Bytów couvre une superficie de 2 192,81 km2, dans l'ouest de la voïvodie.

## Histoire
Le powiat de Bytów fut mis en place le 1er janvier 1999, à la suite de la réforme de l'administration locale de la Pologne adoptée en 1998.

## Population
La population du powiat s'élevait à 75 373 habitants en 2006. Peu urbanisé, le powiat ne compte que deux villes : Bytów et Miastko.

## Division administrative

Carte du powiat

Le powiat est constitué de 10 communes : 
| Gmina           | Type         | Superficie (km²) | Population (2006) | Chef-lieu       |
| Bytów           | urbain-rural | 197,4            | 23 568            | Bytów           |
| Miastko         | urbain-rural | 466,8            | 19 765            | Miastko         |
| Czarna Dąbrówka | rural        | 298,3            | 5 626             | Czarna Dąbrówka |
| Lipnica         | rural        | 309,6            | 4 796             | Lipnica         |
| Kołczygłowy     | rural        | 173,3            | 4 321             | Kołczygłowy     |
| Tuchomie        | rural        | 106,5            | 3 915             | Tuchomie        |
| Trzebielino     | rural        | 225,5            | 3 716             | Trzebielino     |
| Studzienice     | rural        | 176,0            | 3 408             | Studzienice     |
| Parchowo        | rural        | 130,9            | 3 407             | Parchowo        |
| Borzytuchom     | rural        | 108,6            | 2 791             | Borzytuchom     |